# Geranomyia erasmi
Geranomyia erasmi là một loài ruồi trong họ Limoniidae. Chúng phân bố ở miền Australasia.